# Криштопівка (Гайсинський район)
Криштопі́вка — село в Україні, у Дашівській селищній громаді Гайсинського району Вінницької області. Розташоване на обох берегах річки Валик (притока Собу) за 39 км на південь від міста Іллінці. Населення становить 372 особи (станом на 1 січня 2018 р.).

## Легенда про назву села
Серед лісів потопає в садках село Криштопівка. Багато років тому (XIV—XV ст.) на підвищенні урочища Хронопіль був маєток пана Криштофа, а за невеликим струмком тулилися хатки наймитів.
–  Чий Хутір? — запитували подорожні.
–  Криштофов! — відказували у відповідь мешканці.
У старих документах засвідчена назва «Криштофовка», але потім вона зазнала змін фонетичних (пов'язаних зі складною вимовою), і мальовниче село на стику трьох районів (Іллінецького, Гайсинського і Немирівського) живе й процвітає під назвою «Криштопівка».
В урочищі Хронопіль збереглися залишки поселення (на даний час це поле, призначене для вирощування різних культурних рослин), деякі з них були виорані під час польових робіт і передані на зберігання в шкільний музей. А саме: куски паленої цегли, черепки посуду з випаленої глини, кремінні ножі, кам'яна сокира, мотика, металева бойова сокира.
До урочища Хронопіль з півдня прилягає ліс, що має назву «Гайдамацький» [3].

## Історія
При археологічних розкопках біля Криштопівки виявлено сліди поселення людей середнього періоду трипільської культури, коли вже вміли виготовляти кам'яні сокири з отворами для держаків, деякі інші знаряддя виробництва. Люди в той час користувалися мотиками при обробітку землі, виготовляли глиняний посуд, а дещо пізніше і найпростіші предмети з міді, про що свідчать знайдені їх рештки (в тому числі рештки червоного гончарного посуду, розмальованого темно-коричневою і чорною фарбою, зокрема великих ємностей для зберігання зерна, води, олії).
Виявлені сліди досить просторих жител, розрахованих, очевидно, на кілька сімей. Долівка в житлах з товстого шару випаленої цегли. Подібні пам'ятки є і біля Кальника, Талалаївки, деяких інших населених пунктів Іллінеччини Вінницької області.
Криштопівка з навколишніми селами і хуторами у XVIII-му та першій половині XIX століття була в складі маєтностей польської шляхти, зокрема роду графів Плятерів і причислялася до так званого «Дашівського ключа». Так, в 1760—1790 рр. граф Йозеф Вінцент Плятер доручив управління цим селом посесору Ожимковському, а найбільш прибуткові об'єкти в ньому роздав в оренду.
На той час особливо широкого розмаху набув пиво-горілчаний промисел, продукція якого мала добрий збут на внутрішньому і зовнішньому ринках і давала високі прибутки завдяки майже дармовій праці кріпаків, які не витримували жорстокої експлуатації і масово втікали в краї, де жилося вільніше. Це стало причиною значного погіршення господарських справ графа Плятера, і він повів гнучку судову справу проти свого посесора. В Криштопівці у другій половині XIX ст. працював піп Андрій Ясинський, який заохочувався владою морально і матеріально, зокрема, набедреником.
7 (20) листопада 1917 року, відповідно до Третього Універсалу Української Центральної Ради, увійшло до складу Української Народної Республіки.
У перші роки радянської влади в селі утворилися її органи: ревком, комнезам (останній існував аж до організації колгоспів). Після ліквідації дореволюційного адміністративно-територіального поділу на губернії і повіти утворились нові адміністративні одиниці — райони і округи.
З 1923 р. село належало до Ситковецького району Гайсинської округи, у ньому уже діяла в цей час, замість ревкому, сільська рада, лікнеп, сільська загальноосвітня школа, хата-читальня (бібліотека). У роки колективізації створено два колгоспи — ім. Сталіна та ім. XVII партконференції, які самостійно проіснували аж до середини 50-х років, не враховуючи періоду німецької окупації [2, с. 12  – 13]. Процес колективізації проходив досить напружено, адже люди змушені були примусово віддавати все, що нажили своєю працею. Звісно, дехто із селян чинив опір, їх називали куркулями, а насправді в душі виправдовували та вголос заявити боялись, бо без суду і слідства відправляли у Сибір. «Мого діда, що жив у Центрі, теж розкуркулили, — розповідає Василь Андрійович, — бо у нього був свій маленький млинок, хата, клуня, худоба, поле. Все він сам пристарався, а не накрав — комуністи прийшли і забрали. А у нього сім'я — годувати чимось тре. Но він ще терпів, а коли вже прийшли і вивели останню худобу та залишили ні з чим, то він взяв сокиру, догнав і зарубав… О, як всі спохватились! Дід не тікав, бо шкода сім'ї, яку б мучили. Він спокійно пішов, коли за ним прийшли — заслали на Сибір» [4].
Про Голодомор 1932—1933 рр. відомо не багато, проте ці факти жахливі. Люди вмирали, як мухи, і ніхто не допомагав, бо замовчували реальні події, що відбувались у селі, «так треба». Розповідали, що й були випадки людожерства (у Центрі жила одна бабуся, яка заманила до себе сусідську дівчинку й зварила, ще й пригощала маму, яка все зрозуміла, бо побачила її одяг біля печі; її мали заарештувати, тільки вона померла до вечора через переїдання). Їли все, що могли знайти — листочки, гілочки, голубів, горобців, гриби тощо. Якось жителька хуторів назбирала отруйних грибів — всі з її сім'ї померли, лише вона врятувалась, бо мало з'їла [5].
Німці захопили Криштопівку 22 липня 1941 р. У числі перших підпільних патріотичних організацій, які утворилися у ворожому тилу на території колишнього Дашівського району, ще в листопаді того року була організація криштопівських народних месників, очолювана Я. Семенчуком. Вони підтримували тісний зв'язок з партизанами, у серпні 1943 р допомогли їм на короткий час вигнати загарбників з села, а трохи пізніше пустити під укіс ворожий військовий ешелон біля вузькоколійної залізничної станції Криштопівка. Повернувшись, фашисти розстріляли 47 мирних жителів. Загалом у роки світової війни загинув і пропав безвісти 131 житель села [2, с. 13].
Голодомор 1946—1947 рр. жителі села перенесли легше, ніж 32 — 33 рр., бо вже хоча б не забирала нічого комуністична влада. Їли мерзлу картоплю, пампушки з лободи, бруньки з липи та акації (всі дерева стояли голі). У кого була корова чи коза, то ті ще виживали. А сім'ї на той час були великі та частіше без чоловіків (з війни не повернулися), а жити якось треба, відбудовуватись, їсти [4].
У післявоєнний період в селі, як і у всій країні, відбулася серія реорганізаційних заходів: в серпні 1954 р. ліквідована сільська рада (відновлена в 1986 р.) ліквідовані обидва колгоспи, а їх землі та матеріально-технічна база ввійшла складовою частиною спочатку до Білківського колгоспу імені Данова, а в 1970 р. до радгоспу «Білки».
У грудні 1980 р. наказом по Головвинпрому України від цього радгоспу відокремлено відділки Криштопівка І, Криштопівка II, відділок Вербівка і на їх базі утворено новий радгосп «Садовод», який існує і донині, проте уже як акціонерне товариство «ГРЕНВІС». Його основний виробничий напрямок — садівництво, вирощування плодово-ягідних, зернових та технічних культур. Центральна садиба колгоспу знаходиться в с. Криштопівка за 4 км від однойменної залізничної станції та за 50 км від райцентру [2, с. 13]. Радгосп діяв до 2002 р., потім його збанкрутував і викупив бізнесмен, який створив  господарство «ГРЕНВІС». Воно успішно реалізовує сільськогосподарську продукцію на території Вінниччини та за її межами і дотепер.
Село складається з окремих поселень: Хутір, «Радгосп», Центр, Малина і Станція, — проте офіційно це село Криштопівка та селище Криштопівське.
У 2009 р. відкрили у центрі Криштопівки церкву, яку розпочали будувати ще у 2007 р. Діє Криштопівська загальноосвітня школа І-ІІ ступенів, яка на даний час залишається формально єдиним культурним осередком, оскільки будинку культури немає [6].
12 червня 2020 року, відповідно розпорядження Кабінету Міністрів України № 707-р «Про визначення адміністративних центрів та затвердження територій територіальних громад Вінницької області», село увійшло до складу Дашівської міської громади.
17 липня 2020 року, в результаті адміністративно-територіальної реформи і ліквідації Іллінецького району, село увійшло до складу Гайсинського району.

## Топоніміка села
Курбалин і Цигани — два ліси, між якими розташувався Безпальків Хутір (або просто Хутори — так тепер називають невеличке поселення з 50-ти дворів (дві вулиці — Верхня і Нижня), що є однією з частин Криштопівки). Безіменний струмок, який тече Циганами аж до лісового ставу, витікає з місцевості, де розташовано півколом  п'ять величних горбів. Біля їх підніжжя ще й зараз можна побачити залишки Гренджового ставу. Цю місцевість звуть Балканами.
Колись була Лісова левада, на якій розташовувалась пасіка в триста дуплянок, тепер ростуть лише там дуби, посаджені колись круг неї. Частково зберігся і арковий міст. Щоправда в дещо зміненій формі.
Лебедеве — крихітне озерце посеред Курбалину, яке колись славилось, бо було прекрасним місцем для відпочинку. Зараз це озерце заросло й про нього вже забули.
Гонтів яр, Безодня (чародійне джерело-криниця, дна якого так ніхто і не зумів дістати й досі; кажуть, там підземна річка або водосховище), Панський садочок (все, що залишилось від маєтку пана Криштофа; кажуть, там є захований паном скарб, проте, хто б його не шукав, все одно до цього часу так і не знайшли), Данильова, Мендусьова (назви полян у Курбалині від імен колишніх власників) — ось важливі топонімічні назви однієї з частин села Криштопівки, а саме Хуторів (Хутора). Лежить Хутір за півгодини їзди від Гайсина, на стику трьох районів (Іллінецького, Немирівського та Гайсинського) [1].
Радгосп налічує приблизно 40 дворів, які розташовані на двох вулицях — Хутірська та Нова (там почали будуватись з 2000-го року). У цій частині села розташований місцевий орган самоврядування — сільська рада, недобудований будинок культури, а також відбудований та оновлений дитячий садок, який почав працювати з 2014 року. Проте з 2012 року Хутір та Совхоз отримали офіційно нову назву — селище Криштопівське.
Малина — так називається ще одна частина Криштопівки, яка розташована перед Центром (від Радгоспу її відмежовує поле, яке часто засівають злаковими). Вона найменша, бо налічує лише 20 дворів і має лише одну вулицю з однойменною назвою. А назву таку отримала через те, що колись на полі біля неї була висаджена малина, яку потім викорчували [7].
Центр є осередком всієї Криштопівки, бо тут розташована школа, відділ зв'язку, церква, Пам'ятник невідомому солдату, цвинтар, а також кожної п'ятниці з'їжджається базар. Зазвичай, саме тут відбуваються масові святкування — День Перемоги, Івана Купала, день Незалежності тощо. Це найбільша частина села, іншими словами — власне і є Криштопівка, яка налічує близько 400 дворів, що розташовані на таких вулицях: Хороша, Жовтнева, Шкільна (давніша назва — Прусівська), Полярушівська, Центральна, а також є багато маленьких безіменних вуличок. Біля школи є ставок, який так і називають Шкільний, трохи далі, недалеко від зерносховища є Колгоспний ставок, ще в долині горбистої місцевості (межа між Центром та Гайдамацьким лісом) розташовані два стави — Монастирський та Марунича (назви утворені від прізвищ орендарів). У Шкільний ставок впадає малесенька річечка Бабошка, яка бере свій початок із невеликого джерела.

## Станція
Станція — це частина села, яка раніше налічувала 30 дворів, а тепер тут живуть лише дві сім'ї — інші хати пустують. До спорожніння призвело те, що залізничну станцію, на якій працювали жителі цієї частини, закрили у зв'язку з оптимізацією та припиненням роботи Криштопівського цукрового заводу, який вона обслуговувала.
Виникла вона ще століття тому, коли тут пролягла вузькоколійка Первомайськ-Гайворон-Гайсин-Турбів-Житомир, і збільшувалася з розвитком станції, особливо після перешивання на широку колію у 1970-х роках.
Але зупинка «Криштопівка» і досі є, хоча квитки на поїзд, який йде з 5.10.2021 р. щодня раз на добу з Гайворона до Вінниці та назад, можна придбати вже у провідників. Пенсіонери, користуючись безкоштовним проїздом, добираються на Немирівський і Вінницькі базари, молодь — в училища і технікуми.
Час відправлення на Вінницю — 3.45, прибуття до Вінниці 6.33, з Вінниці — 18.46, прибуття в Криштопівку 21.30. Всі вагони — плацкартні з місцями для лежання. Є по днях тижня прямі вагони до Києва, але туди треба брати квиток заздалегідь в касі чи в Інтернеті.

## Населення

### Мова
Розподіл населення за рідною мовою за даними перепису 2001 року:
| Мова       | Кількість | Відсоток |
| ---------- | --------- | -------- |
| українська | 623       | 97.82%   |
| російська  | 18        | 2.02%    |
| вірменська | 1         | 0.16%    |
| Усього     | 642       | 100%     |

## Галерея

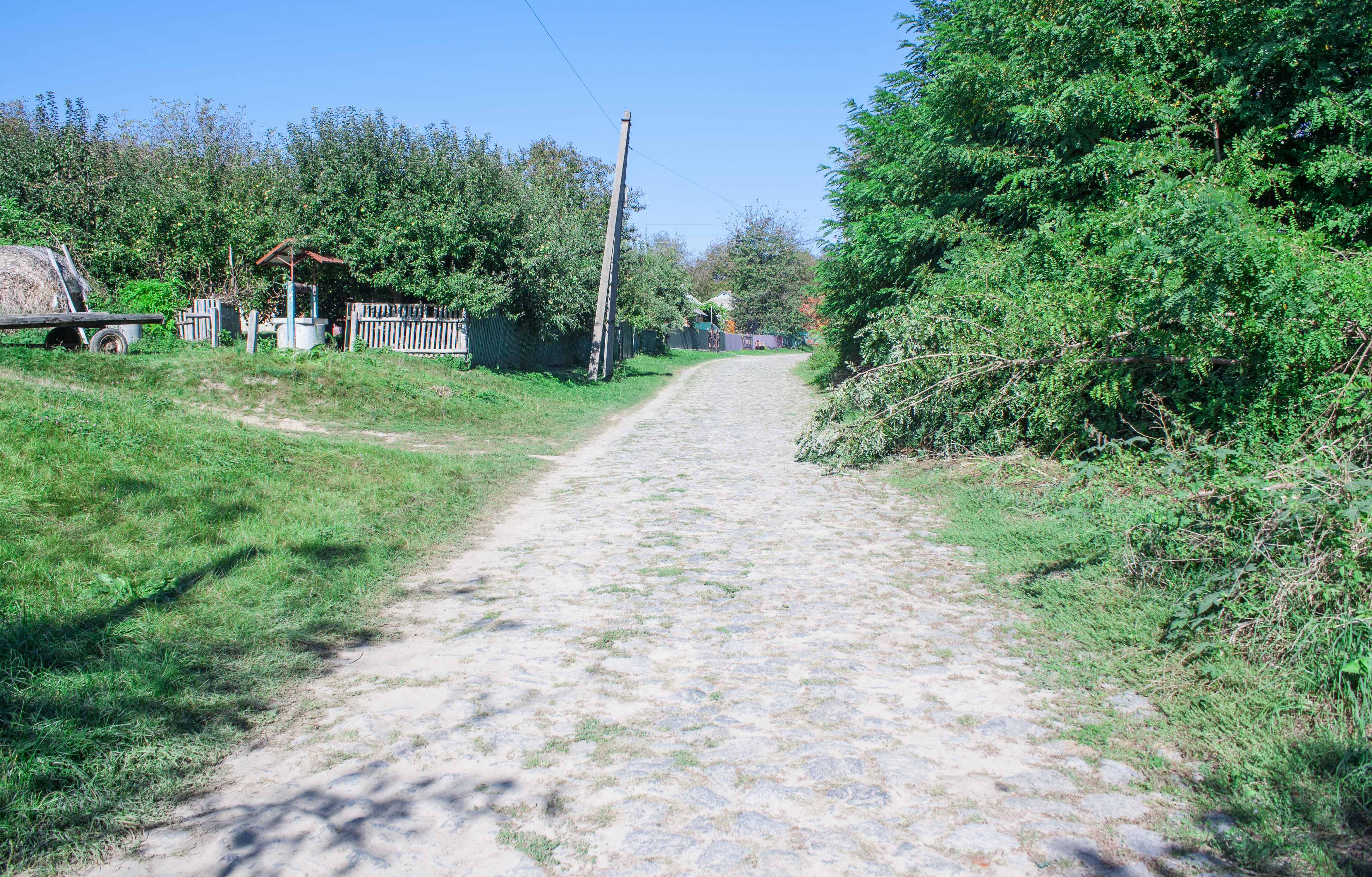
Вулиця
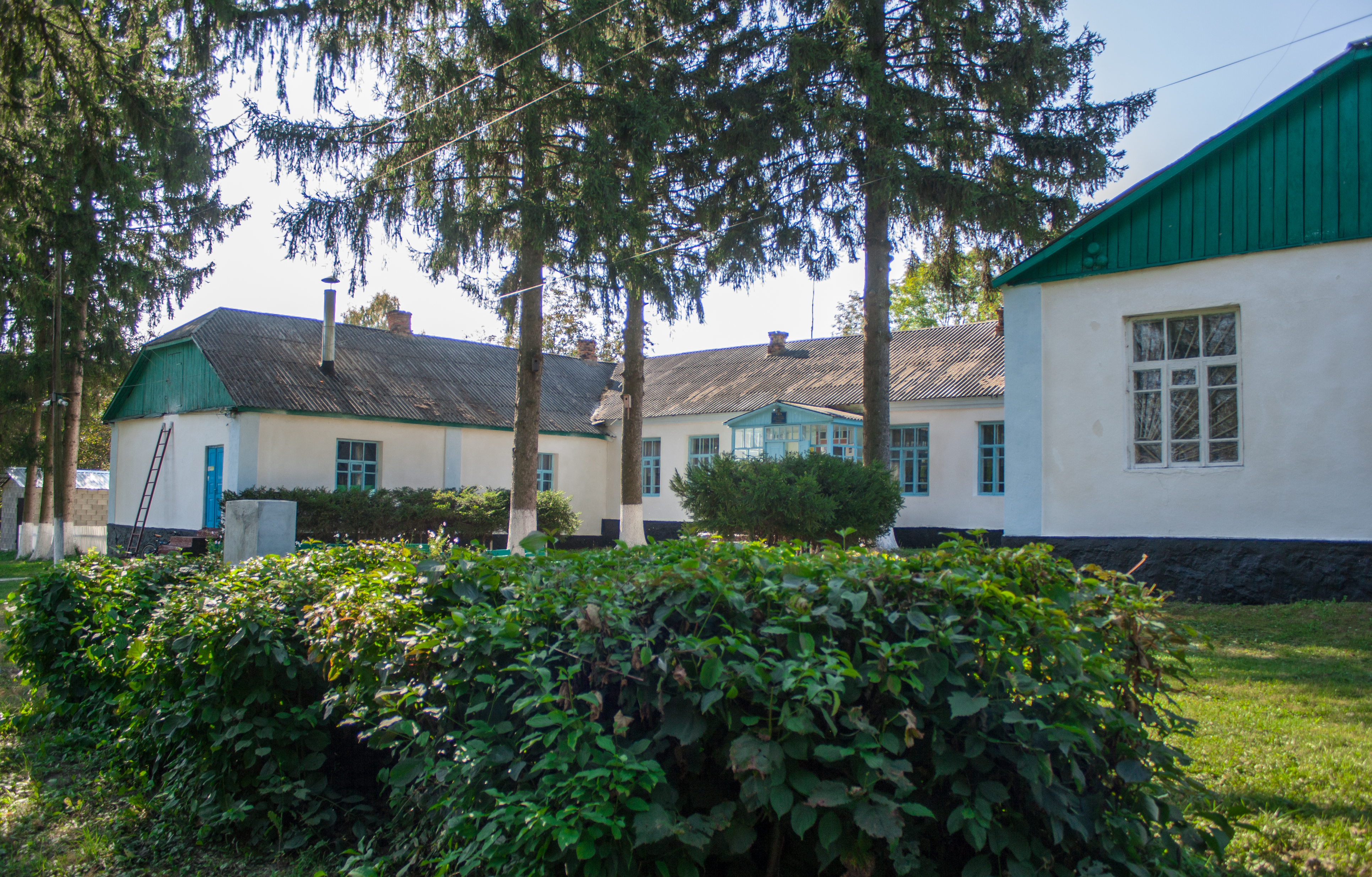
Школа
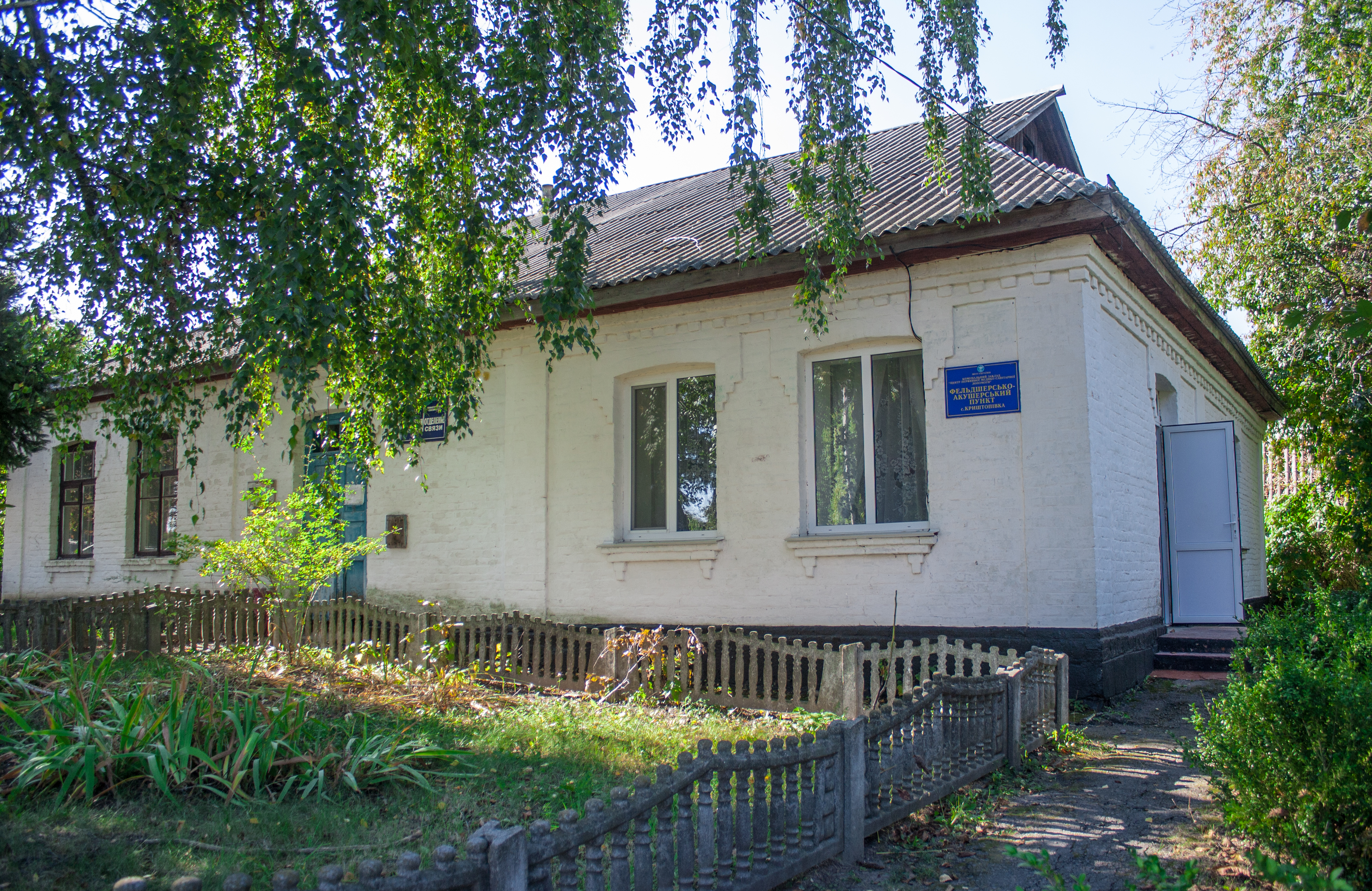
ФАП
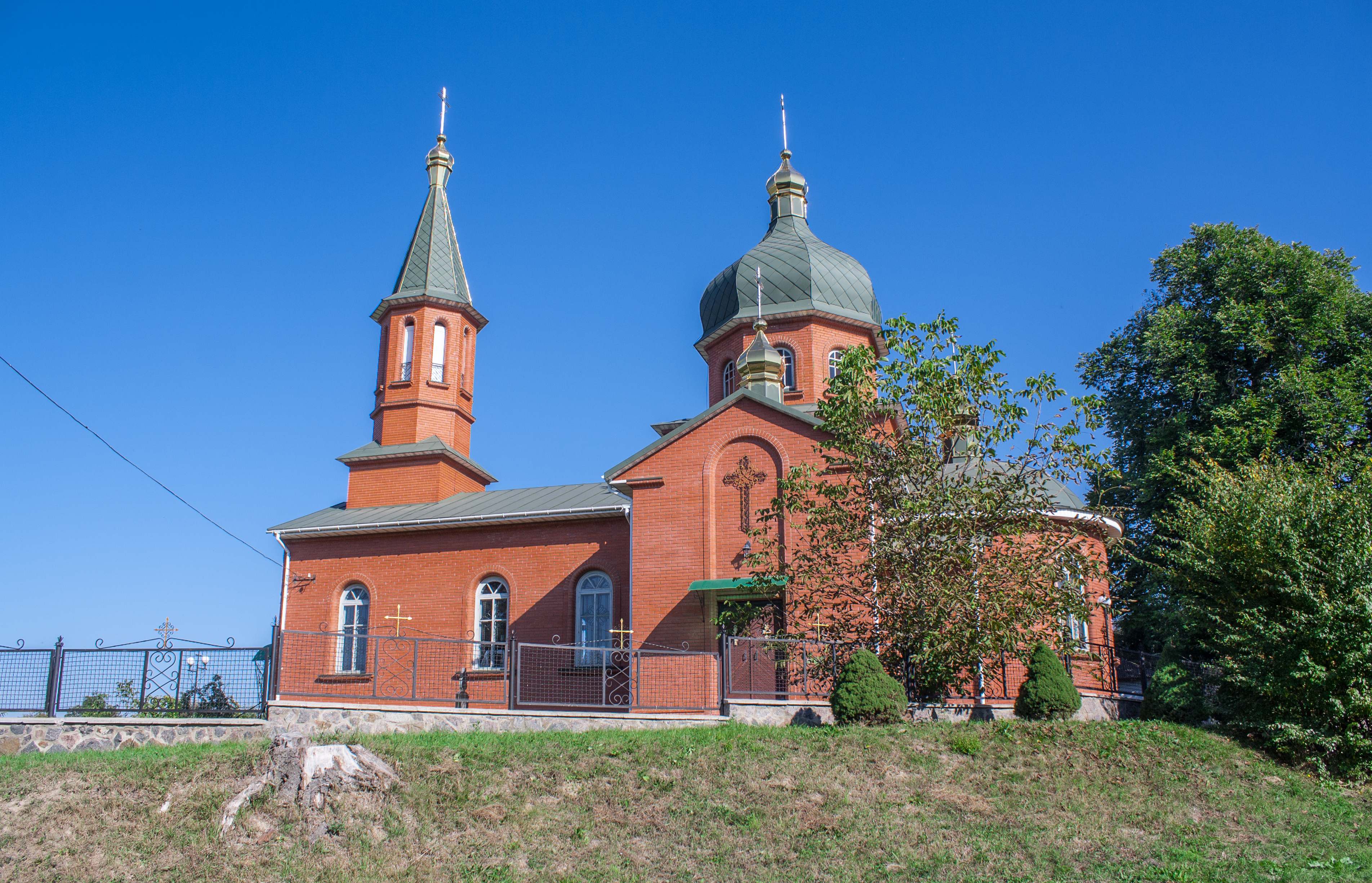
Церква
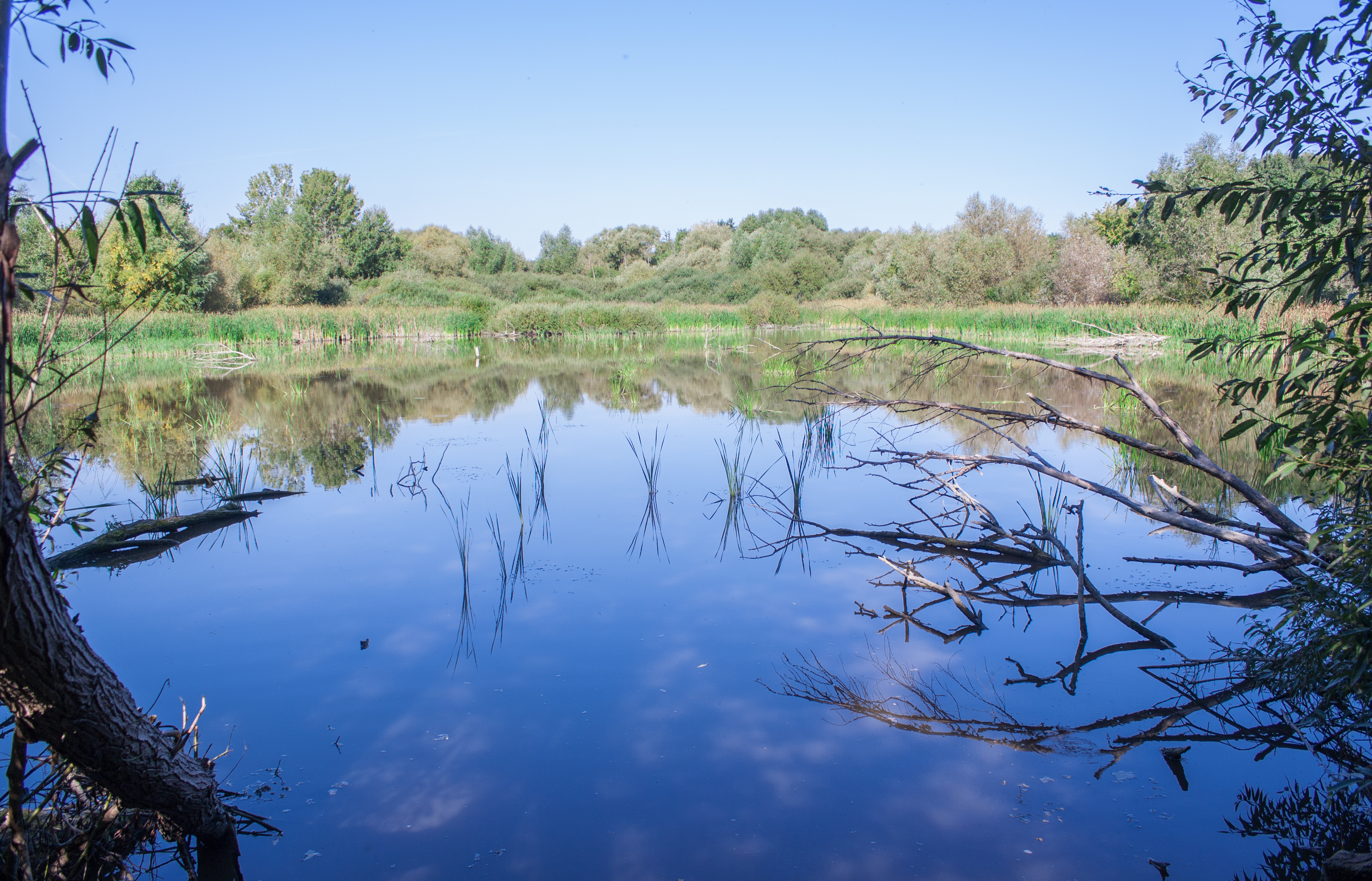
Ставок на річці Валик
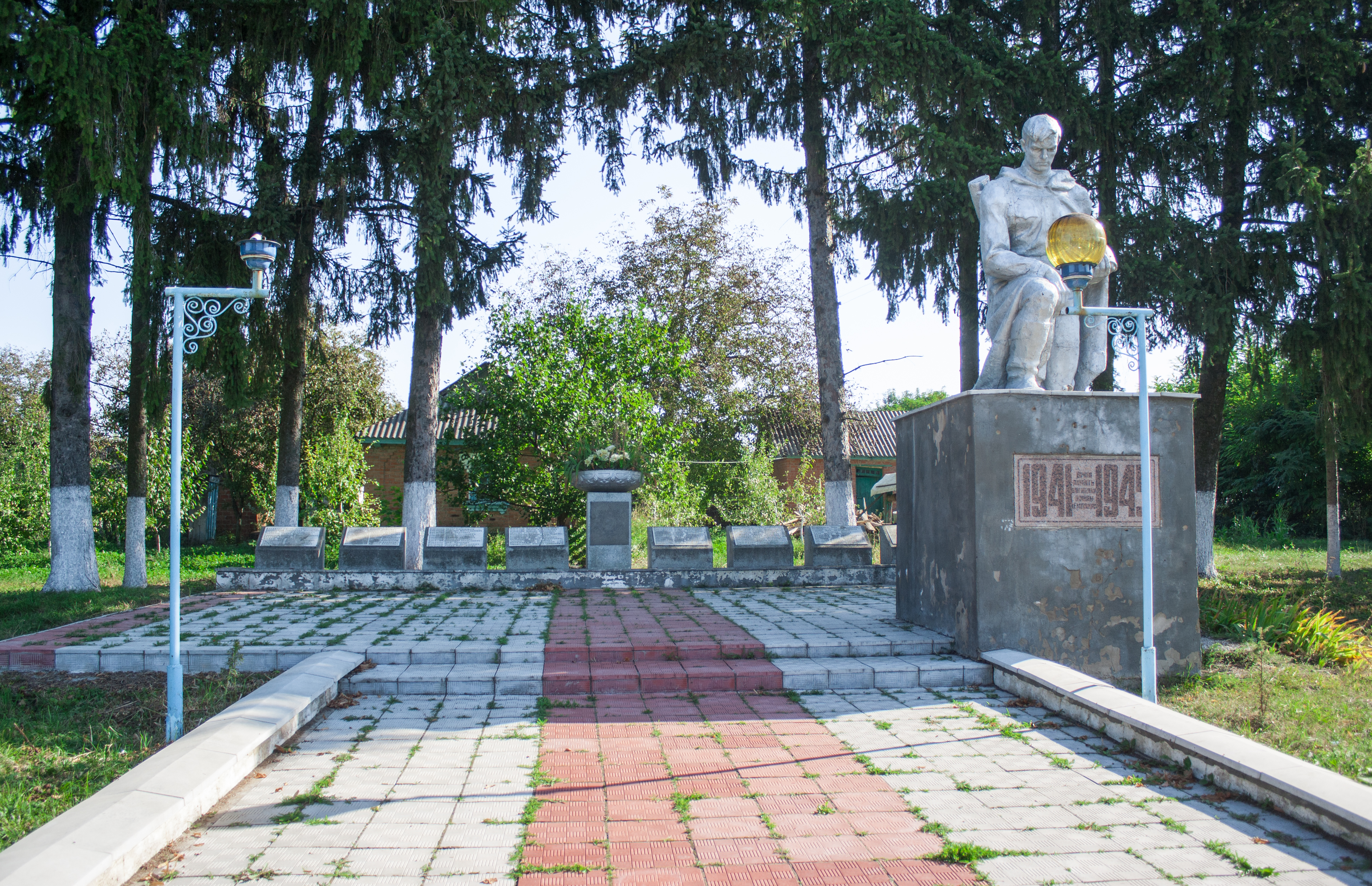
Пам'ятник воїнам-односельчанам